# Hypodiscus montanus
Hypodiscus montanus är en gräsväxtart som beskrevs av Esterh. Hypodiscus montanus ingår i släktet Hypodiscus och familjen Restionaceae. Inga underarter finns listade i Catalogue of Life.